# 東海オンエアラジオ
東海オンエアラジオ（とうかいオンエアラジオ）は、東海ラジオで放送されているラジオ番組。

## 概要
愛知県岡崎市を拠点に活動するYouTuber・東海オンエアの冠番組。
2023年10月にメンバーの騒動が発端となり、「休憩」と題した数ヶ月間のグループ活動休止を発表したが、このラジオに関しては収録・放送が行われている。

## 放送時間
| 放送期間                      | 放送時間           | 放送局     | 対象地域   | 備考 |
| ----------------------------- | ------------------ | ---------- | ---------- | ---- |
| 2018年10月4日 - 2019年3月28日 | 木曜 21:00 - 21:30 | 東海ラジオ | 中京広域圏 |      |
| 2019年4月7日 -                | 日曜 22:00 - 22:30 | 東海ラジオ | 中京広域圏 |      |

## 出演者

### パーソナリティ
- 東海オンエア（てつや・しばゆー・りょう・としみつ・ゆめまる・虫眼鏡）
  - ゆめまる・虫眼鏡がメインパーソナリティとして毎週出演し、他のメンバーは1人ずつ持ち回りでゲストとして2週分出演する。

### 天の声
いずれも東海ラジオアナウンサー。
- 前野沙織
- 井田勝也

### ゲスト
- 小笠原慎之介（2019年1月10日）[3]
- ごわみ[注 1]（2019年6月16日）[4]
- まらしぃ、えっちゃん、わっきゃい（2019年9月29日）[5]
- MiKiNA EMPiRE、NOW EMPiRE（EMPiRE）（2019年12月8日）[6]

## スタッフ
- 局長
- プロデューサーK
- チラさん
- パキリモミアゲ

## コーナー
- オープニングトーク
- ゆめまるセレクトの曲
- 東海オンエアの「大戦犯を査定しちゃおう！」
- 気になるリスナーさんに電話しちゃおう
- ゆめまるpresents「来たれ！はがき職人」
- 気になるあの「戦犯エピソード」を事情聴取しちゃおう！
- 三文字オンエア(てつやゲスト回)
- うそおたのコーナー(てつやゲスト回)
- リスナーのモヤモヤを正論で解決しちゃおう！(りょうゲスト回)
- りょうのモヤモヤを一刀"りょう"断！(りょうゲスト回)
- しばゆーpresents「くそおたのコーナー」
- しばゆーpresents「ロードトゥシバッハ」
- リスナーのモヤモヤをなんとなく解決しちゃおう！(しばゆーゲスト回)
- 漢コーナー(としみつゲスト回)
- 五平餅メッセージ(としみつゲスト回)
- エンディングトーク

## テーマ曲
「Woo Hoo」The 5.6.7.8's

## 特別番組
- 東海オンエアラジオ 平成最後の歳末スペシャル4DAYS（2018年12月10日 - 13日・19:00 - 20:00）
  - この期間の『オールナイトニッポンPremium』は休止となった。
  - ゲスト：山本昌（12月10日）[7]、水溜りボンド（12月11日 - 12日）[8]
  - 最終日となる12月13日は生放送を行った。
- 東海オンエアラジオ クリスマススペシャル in 虫眼鏡の自宅 (2022年12月23日・19:00 - 21:00)

## イベント
- オンテックpresents 東海オンエアラジオ 春の公開録音スペシャル（2022年3月27日、東別院会館・東別院ホール）[9]
- オンテックpresents 東海オンエアラジオ 春の公開録音スペシャル2023（2023年4月1日、ウインクあいち(愛知県産業労働センター)・大ホール)[10]

## 書籍
- 東海オンエア『♯東海オンエアラジオ』PARCO出版、2020年。ISBN 978-4-86506-327-1。[11]